# Posen (Michigan)
Posen è un villaggio degli Stati Uniti d'America, situato nello Stato del Michigan, nella contea di Presque Isle.